# STRV 1C
O STRV 1C é um satélite experimental geoestacionário britânico construído pela Defence Evaluation and Research Agency (DERA). Ele era operado em conjunto pela Defence Evaluation and Research Agency (DERA), Ballistic Missile Defence Organisation (BMDO) e Agência Espacial Europeia (ESA). Devido a um erro de projeto levou a missão do mesmo ao fracasso em dezembro de 2000.

## História
O STRV 1C faz parte da série de satélites STRV (Space Technology Research Vehicle), são uma série de satélites experimentais adquiridos para o Ministério da Defesa do Reino Unido pela Defence Research Agency (DRA) (posteriormente Defence Evaluation and Research Agency (DERA)).
O satélite iria realizar testes de vida acelerada de novos componentes e materiais no ambiente de alta radiação da órbita geoestacionária, numa missão que levaria um ano de experiência).

## Lançamento
O satélite foi lançado com sucesso ao espaço no dia 16 de novembro de 2000 às 01:07:07 UTC, por meio de um veículo Ariane-5G a partir do Centro Espacial de Kourou, na Guiana Francesa, juntamente com os satélites PAS-1R, AMSAT P3D e STRV 1D. Ele tinha uma massa de lançamento de 104 kg.